# Adolfo Salazar

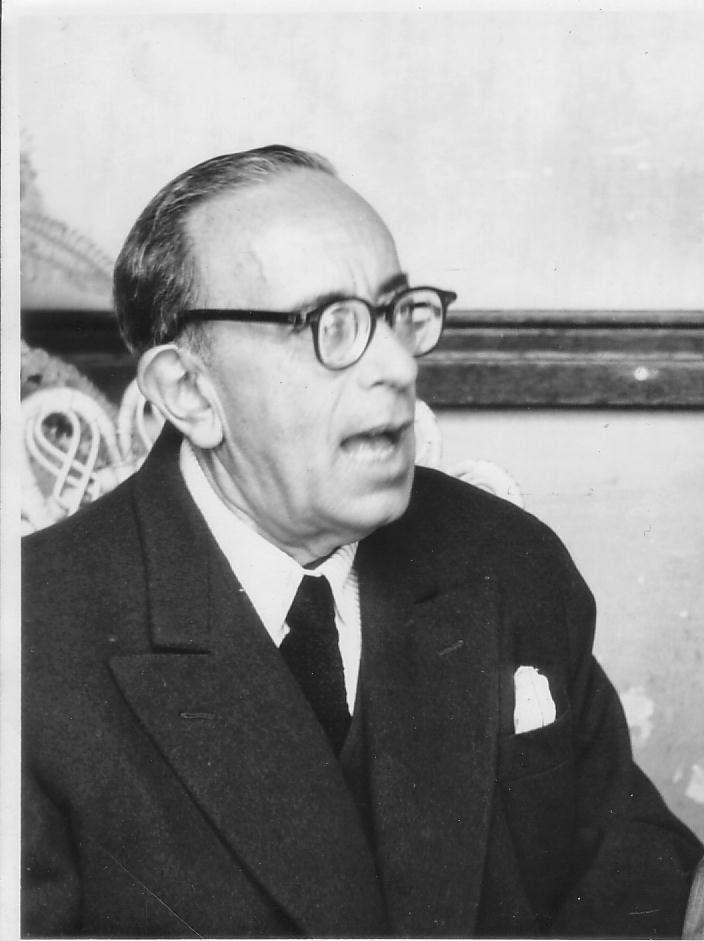
Adolfo Salazar

Adolfo Salazar (* 6. März 1890 in Madrid; † 27. September 1958 in Mexiko-Stadt) war ein spanischer Musikkritiker und -wissenschaftler und Komponist.
Salazar studierte am Konservatorium von Madrid bei Bartolomé Pérez Casas und war als Komponist Schüler von Manuel de Falla und Maurice Ravel. Seine Kompositionen  entstanden überwiegend in seinen Jugendjahren, darunter Arabia für Klavier und Orchester, drei Präludien für Klavier, Romancillo für Klavier und Gitarre, die sinfonische Dichtung Don Juan en los infiernos und ein Streichquartett.
Von 1918 bis 1936 war er Musikkritiker der Zeitschrift El Sol, außerdem arbeitete er für die Revista de Occidente. 1915 gründete er die Sociedad Nacional de Música. Im Jahr 1937 ging er nach Mexiko ins Exil, wo er Professor am Conservatorio Nacional wurde. Er veröffentlichte mehrere musikwissenschaftliche Werke, darunter Música y músicos de hoy (1928), La música contemporánea en España (1930), El siglo romántico (1935), La música moderna (1944), La música en la sociedad europea (1942–1946) und La música en España (1953).